# Sosie Bacon
Sosie Ruth Bacon (Los Ángeles, California; 15 de marzo de 1992) es una actriz de cine, teatro y televisión estadounidense. Es conocida por interpretar a Charlie Johnson en la serie de TNT The Closer, a Rachel Murray en la serie de MTV Scream y a Skye Miller en la serie original de Netflix 13 Reasons Why. Es hija de los actores Kevin Bacon y Kyra Sedgwick.

## Primeros años y educación
Sosie Bacon nació el 15 de marzo de 1992, siendo hija de Kevin Bacon y Kyra Sedgwick. Su madre dio a luz poco después de filmar Miss Rose White y decidió llamarla Sosie como la directora de arte de la película, Sosie Hublitz. Tiene un hermano mayor, Travis, que es músico en una banda de punk rock llamada Idiot Box. Después de su papel en The Closer, Sosie comenzó a estudiar en la Universidad de Brown y también estudió en la compañía teatral musical CAP21.

## Carrera

### Cine y televisión
A pesar de que sus padres tenían carreras exitosas como actores, a Bacon se le brindó una crianza "bastante normal" según el productor James Duff, y los padres de Bacon decidieron que no se involucrara en la actuación. Bacon hizo su debut en cine en la película Loverboy, dirigida por su padre, Kevin, interpretando a una joven Emily en un flashback, mientras que su madre, Kyra, interpretó la versión adulta, y pudo cantar una versión a cappella de la canción de David Bowie Life on Mars?, que fue descrita por The New York Times como "grotescamente graciosa". Su hermano, Travis Bacon, fue elegido para un papel menor en la película. Kevin elogió su trabajo en Loverboy, pero dijo que no la alentaría a seguir actuando más.
El 21 de noviembre de 2013, Bacon fue coronada Miss Golden Globe 2014. Elegida cada año por la Asociación de Prensa Extranjera de Hollywood, la Miss Golden Globe colabora con la ceremonia de los premios Globos de Oro y es típicamente hija de celebridades de Hollywood. Fue incluida en el papel principal femenino de la película independiente de 2014 Off Season, junto a Chance Kelly.
En 2017, apareció en varios episodios en la serie de Netflix 13 Reasons Why, en el papel de Skye Miller. Después, interpretó a Stacey en la película para televisión de Lifetime Story of a Girl, protagonizada por su padre, Kevin, y dirigida por su madre, Kyra, en su debut como directora.
Bacon fue elegida para ser parte del elenco principal de la serie de HBO Here and Now, de 2018, en el papel de Kristen.
En 2020 participó en la segunda temporada de la serie de Netflix Narcos: México, en el papel de Mimi Webb Miller.

### Teatro
Sosie Bacon se unió al elenco de Fiction in Photographs en 2012, un musical de Off-Broadway de Dan Mills y Randy Redd.

## Filmografía
| Cine       | Cine                     | Cine                | Cine                                             |
| Año        | Título                   | Papel               | Notas                                            |
| ---------- | ------------------------ | ------------------- | ------------------------------------------------ |
| 2005       | Loverboy                 | Emily (10 años)     |                                                  |
| 2014       | Wishin' and Hopin'       | Frances Funicello   |                                                  |
| 2014       | Another Life             | Maggie              | Cortometraje                                     |
| 2014       | Lady Lonely              | Lady                | Cortometraje                                     |
| 2015       | Ana Maria in Novela Land | Poppy Lake          |                                                  |
| 2015       | Off Season               | Cassie              |                                                  |
| 2018       | Charlie Says             | Patricia Krenwinkel |                                                  |
| 2022       | Smile                    | Dr. Rose Cotter     |                                                  |
| Televisión |                          |                     |                                                  |
| Año        | Título                   | Papel               | Notas                                            |
| 2009       | The Closer               | Charlie Johnson     | 4 episodios                                      |
| 2014       | Basic Witches            | Sosie               |                                                  |
| 2015–2016  | Scream                   | Rachel Murray       | Reparto recurrente (temporada 1-2), 3 episodios  |
| 2015       | Lost Boy                 | Summer Harris       | Película para televisión                         |
| 2017–2018  | 13 Reasons Why           | Skye Miller         | Reparto recurrente (temporada 1-2), 15 episodios |
| 2017       | Story of a Girl          | Stacey              | Película para televisión                         |
| 2018       | Here and Now             | Kristen             | Rol principal, 10 episodios                      |
| 2019       | Nuestro Último Verano    | Audrey              | Película de Netflix                              |
| 2020       | Narcos: México           | Mimi Webb Miller    | Reparto recurrente (temporada 2)                 |